# أوي هيس
أوي هيس (بالألمانية: Uwe Hesse)‏ (16 ديسمبر 1987 بروسلسهايم في ألمانيا - ) هو لاعب كرة قدم ألماني في مركز الوسط. لعب مع دارمشتات 98 ويان ريغينسبورغ.

## وصلات خارجية
- أوي هيس على موقع قاعدة بيانات كرة القدم.إي يو (الإنجليزية)
- أوي هيس على موقع بيانات كرة القدم. دي إي (الألمانية)
- أوي هيس على موقع عالم كرة القدم.نت (الإنجليزية)